# Mestre
Mestre is een frazione van de gemeente Venetië. 
In 1337 werd Mestre, tot dan toe een haven van het Heilige Roomse Rijk in het bisdom Treviso, deel van de republiek Venetië. Mestre werd een gemeente in 1806, onder Frans bestuur, en in 1926 werd Mestre een deel van de stad Venetië. De term Mestre wordt vaak gebruikt als vasteland van Venetië, maar die vlag dekt de lading niet, daar er ook nog andere fraziones zijn op het vasteland. Mestre is met bijna 89.000 wel het meest bevolkte deel van Venetië en telt meer inwoners dan het eiland met de oude stad. Het is ook de grootste voormalige gemeente in Italië. 
Mestre heeft een dom, ook genoemd Aartspriesterlijke kerk San Lorenzo.

## Geboren
- Luigi Dei Bei (1830-1905), magistraat en senator
- Aurelio Angonese (1929), voetbalscheidsrechter
- Marco Bui (1977), mountainbiker
- Tathiana Garbin (1977), tennisspeelster
- Enrico Franzoi (1982), veldrijder

## Overleden
- Antonio Bevilacqua (1918-1972), wielrenner

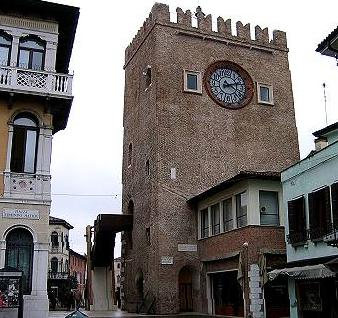
Mestre, de poort Orologio

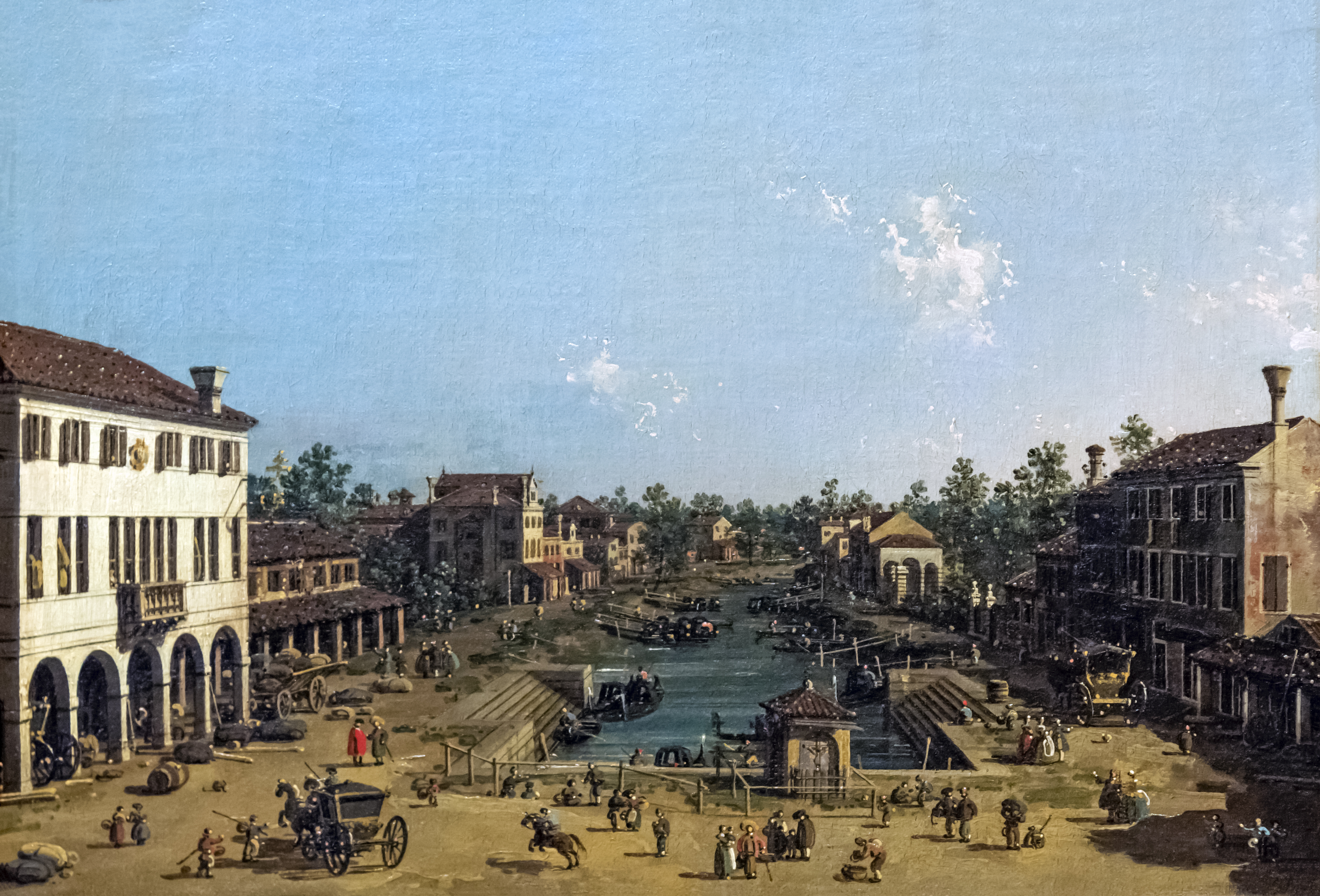
Zicht op de haven van Mestre (1740), door Canaletto